# Jogendranagar
Jogendranagar is een census town in het district West-Tripura van de Indiase staat Tripura. 

## Demografie
Volgens de Indiase volkstelling van 2001 wonen er 34.844 mensen in Jogendranagar, waarvan 51% mannelijk en 49% vrouwelijk is. De plaats heeft een alfabetiseringsgraad van 74%. 